# Toma-Florin Petcu
Toma-Florin Petcu (n. 29 aprilie 1978

, Giurgiu, Giurgiu, România) este un deputat român, ales în 2016, și numit Ministrul Energiei pe 4 ianuarie 2017 în Guvernul Grindeanu. 